# Vudú

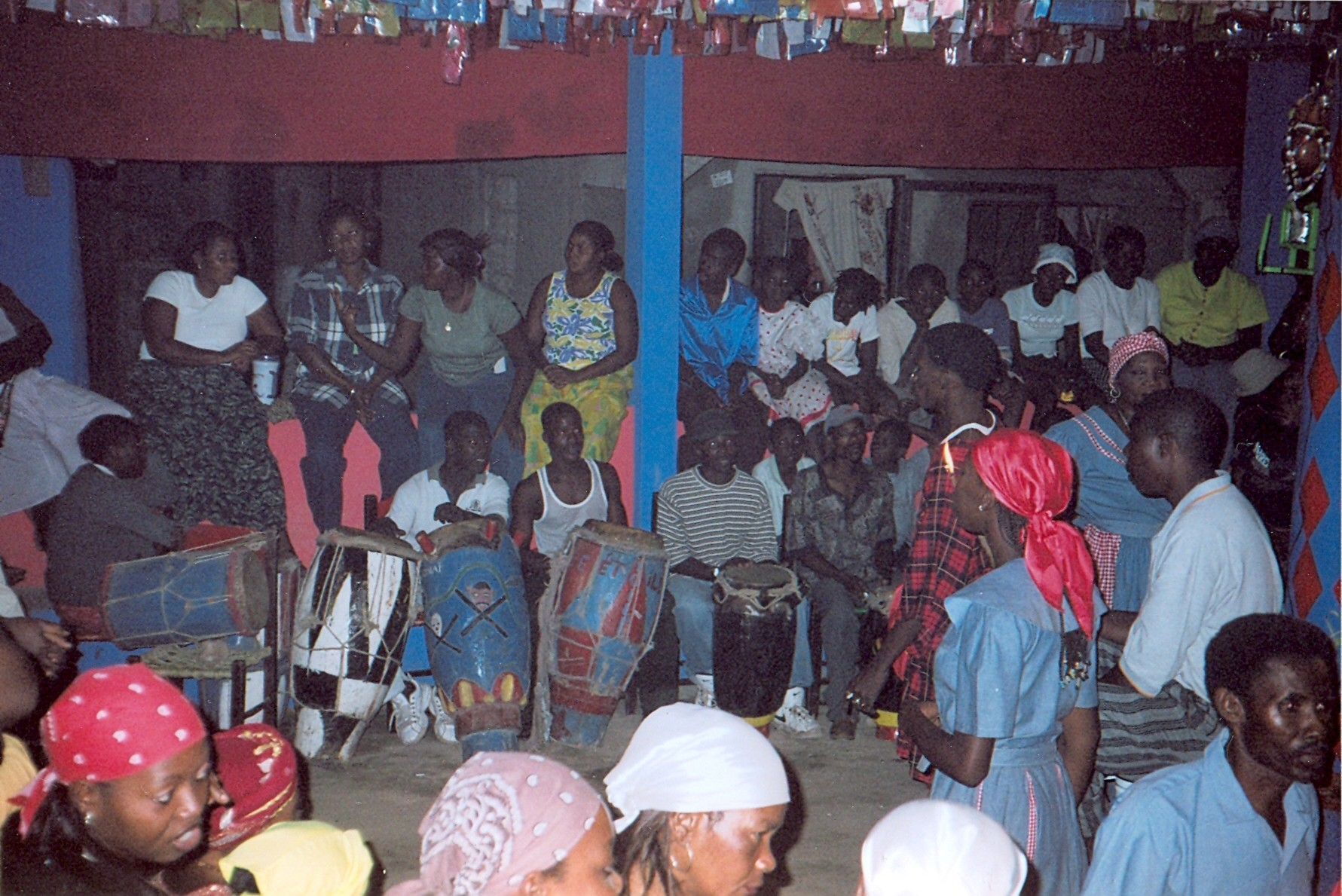
Ceremonia vudú en Haití.

El vudú (del criollo haitiano voudou, a su vez, del ewé, fon y gun vodu (espíritu)), también llamado vodún, vodón, vodoun, vodú, voudú, etc., es una religión originaria de África Occidental, donde actualmente sigue siendo practicada por miembros de las etnias ewé, kabye, adja, mina y fon de Togo, Benín, Ghana y Nigeria. 
Es distinto de las varias religiones africanas tradicionales en el interior de esos países, y es la fuente principal de religiones con nombres similares que se encuentran entre la diáspora africana en las Américas, tales como el vudú haitiano, el vudú de Luisiana, el vodú cubano, el vudú dominicano y el vodum brasileño (Candomblé Jejé y Tambor de Mina). Estas variantes se alejan del vudú o vodún en tanto se originaron del sincretismo que se produjo en el área del Caribe entre las creencias que poseían los esclavos trasladados desde el África Occidental y la religión cristiana católica practicada mayoritariamente en esas tierras; cuyas prácticas difieren en ciertos aspectos con el vudú africano.

## Teología y práctica

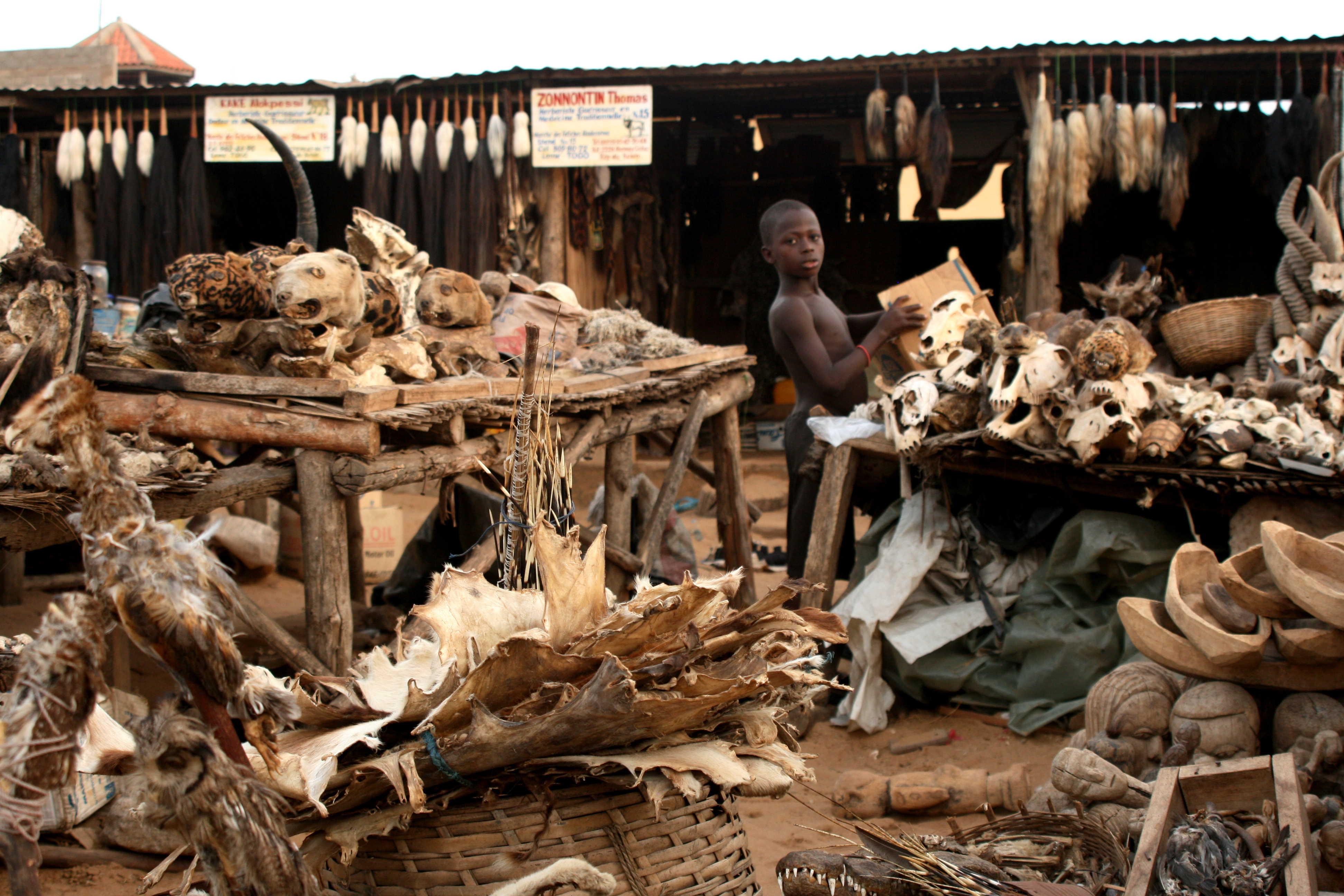
Un mercado vodún en Lomé, Togo, 2008.

La cosmología vudú se centra en los espíritus vodún y otros elementos de esencia divina que gobiernan la Tierra, una jerarquía que va desde deidades mayores que gobiernan las fuerzas de la naturaleza y la sociedad humana hasta espíritus de los arroyos, árboles y rocas individuales, así como decenas de vodún étnicos, defensores de un determinado clan, tribu o nación. Los vodún son el centro de la vida religiosa. Similitudes percibidas con doctrinas católicas, como la intercesión de los santos y los ángeles, permitieron que el vodún pareciera compatible con el catolicismo, y ayudaron a producir religiones sincréticas como el vudú haitiano. Los adeptos también hacen hincapié en el culto a los antepasados y sostienen que los espíritus de los muertos conviven con el mundo de los vivos, teniendo cada familia de espíritus su propio sacerdocio femenino, a veces hereditario cuando va de madre a hija de sangre.
Los patrones de culto siguen varios dialectos, espíritus, prácticas, cantos y rituales. La divina creadora, llamada Mawu o Mahu, es una deidad femenina. Es una mujer mayor, y normalmente una madre que es dulce e indulgente. También se la considera la diosa dueña de todos los demás dioses y, aunque no haya ningún templo en su nombre, la gente sigue rezándole, sobre todo en tiempos de angustia. Según una tradición, tuvo siete hijos. Sakpata: Vodún de la Tierra, Xêvioso (o Xêbioso): Vodún del Trueno, también asociado a la Justicia Divina, Agbe: Vodún del Mar, Gû: Vodún del Hierro y de la Guerra, Agê: Vodún de la Agricultura y los Bosques, Jo: Vodún del Aire, y Lêgba: Vodún de lo impredecible.
La Creadora encarna un principio cosmogónico dual del que Mawu, la luna, y Lisa, el sol, son respectivamente los aspectos femenino y masculino, a menudo representados como los hijos gemelos de la Creadora. Lisa es el dios del sol que trae el día y el calor, y también la fuerza y la energía. Mawu, la diosa de la luna, proporciona el frescor de la noche, la paz, la fertilidad y la lluvia. Para resumirlo, un proverbio dice: «Cuando Lisa castiga, Mawu perdona».
A menudo se representa a Legba como un falo o como un hombre con un falo prominente. Conocido como el hijo menor de Mawu, es el jefe de todas las divinidades vodún; en su representación diaspórica, se cree que Legba es un hombre muy viejo que camina con muletas. Al ser viejo se le considera sabio, pero cuando se le ve como un niño es uno rebelde. Solo a través del contacto con Legba es posible contactar con los otros dioses, pues es guardián de la puerta de los espíritus. Dan, que es el hijo andrógino de Mawu, es representado como una serpiente arco iris, y debía permanecer con ella y actuar como intermediario con sus otras creaciones. Como mediador entre los espíritus y los vivos, Dan mantiene el equilibrio, el orden, la paz y la comunicación.
Otros loa o entidades espirituales populares son Azaka, que gobierna la agricultura, Erzuli, que tiene dominio sobre el amor, y Ogoun, que se encarga de la guerra, la defensa y que hace guardia.
Toda la creación se considera divina y, por tanto, contiene el poder de lo divino. Así es como se entienden medicinas, tales como los remedios a base de hierbas, y se explica el uso omnipresente de objetos mundanos en los rituales religiosos. Los talismanes vudú, llamados «fetiches», son objetos como estatuas o partes secas de animales o humanos que se venden por sus propiedades curativas y de rejuvenecimiento espiritual. En concreto, son objetos habitados por espíritus. Las entidades que habitan un fetiche son capaces de realizar diferentes tareas según su etapa de desarrollo. Los objetos fetiche se combinan a menudo en la construcción de «altares», que se utilizan para invocar a determinados loas y sus poderes asociados.
En el vudú se cree en un solo Dios, al que llaman Bondye (del francés: Bon Dieu, lit: Buen Dios), el cual, según la religión vudú, creó el universo pero sin interactuar con los humanos directamente, por lo que para hacerlo, los practicantes deben pedir ayuda sus intermediarios, llamados loas, entre los que se destacan Damballa, Ayida-Wedo, Oggun, Barón Samedi o Maman Brigitte.

## Vudú en las Américas

### Origen
En la variante caribeña, la cual daría origen o las subramas del vudú existentes en las Américas, se trata de una síntesis de una religión teísta con un sistema animista, provisto de un fuerte componente mágico. Por su vinculación directa con la cosmología y los sistemas de creencias neolíticos, su estudio resulta de gran interés en el campo de la paleoantropología. El vudú se encuentra entre las religiones más antiguas del mundo.
El tráfico de esclavos hacia América produjo un fuerte fenómeno de sincretismo entre esta compleja y bien esquematizada mitología yoruba (junto a las de otras culturas africanas) y las creencias cristianas, así como con las religiones nativas de los lugares a donde se transportó a los esclavos. De aquí surgiría el vudú haitiano y un gran número de derivativos: la Regla de Ocha o santería en Cuba, la santería en República Dominicana, el candomblé, macumba, la umbanda, el Tambor de Mina y quimbanda en Brasil, así como otras manifestaciones africanistas en Colombia, Puerto Rico y demás países del área del Caribe y Sudamérica. Algunos de estos derivativos han llegado a Europa en décadas recientes, sobre todo de la mano de emigrantes retornados.

### Características

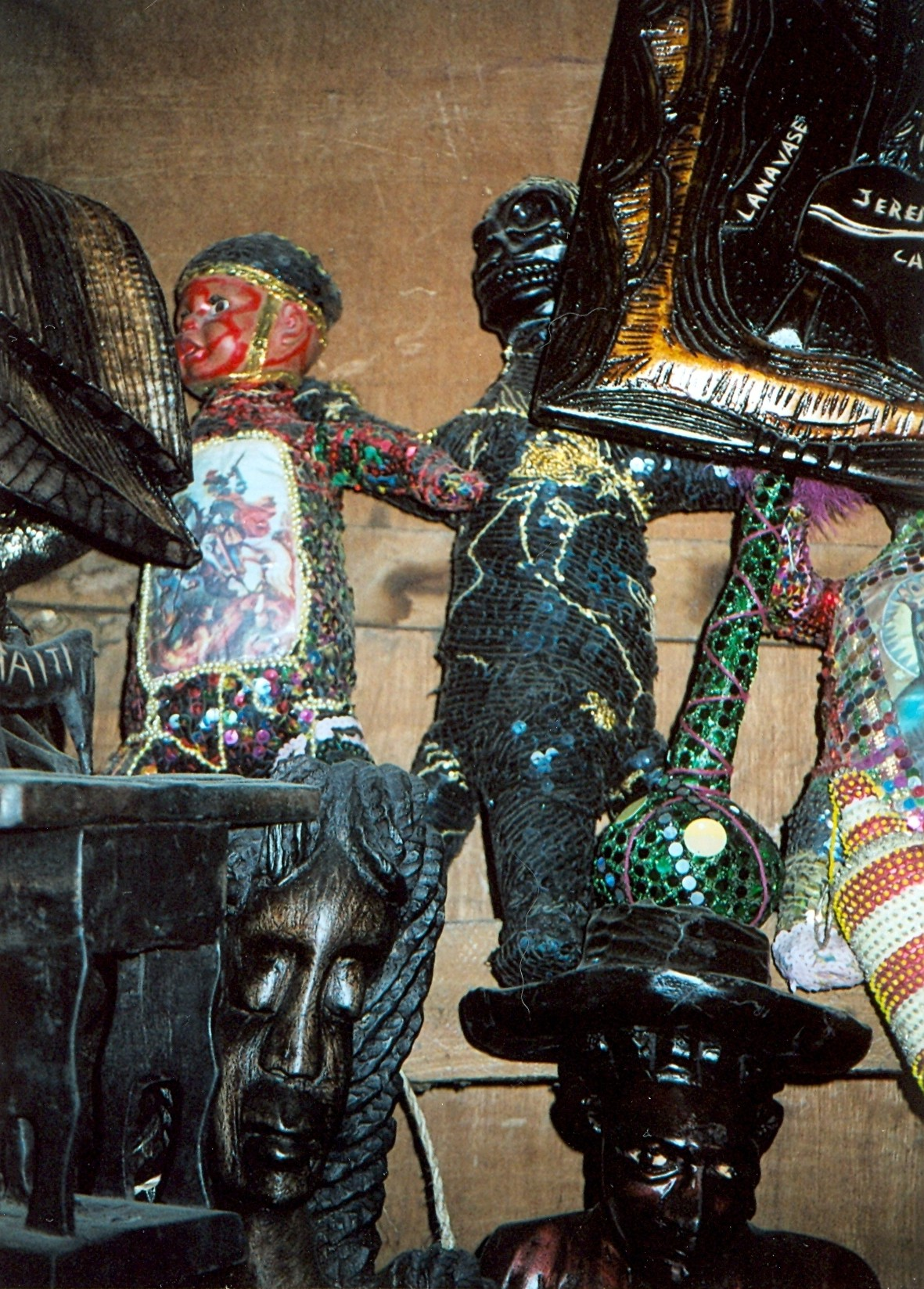
Parafernalia vudú en Puerto Príncipe, Haití.

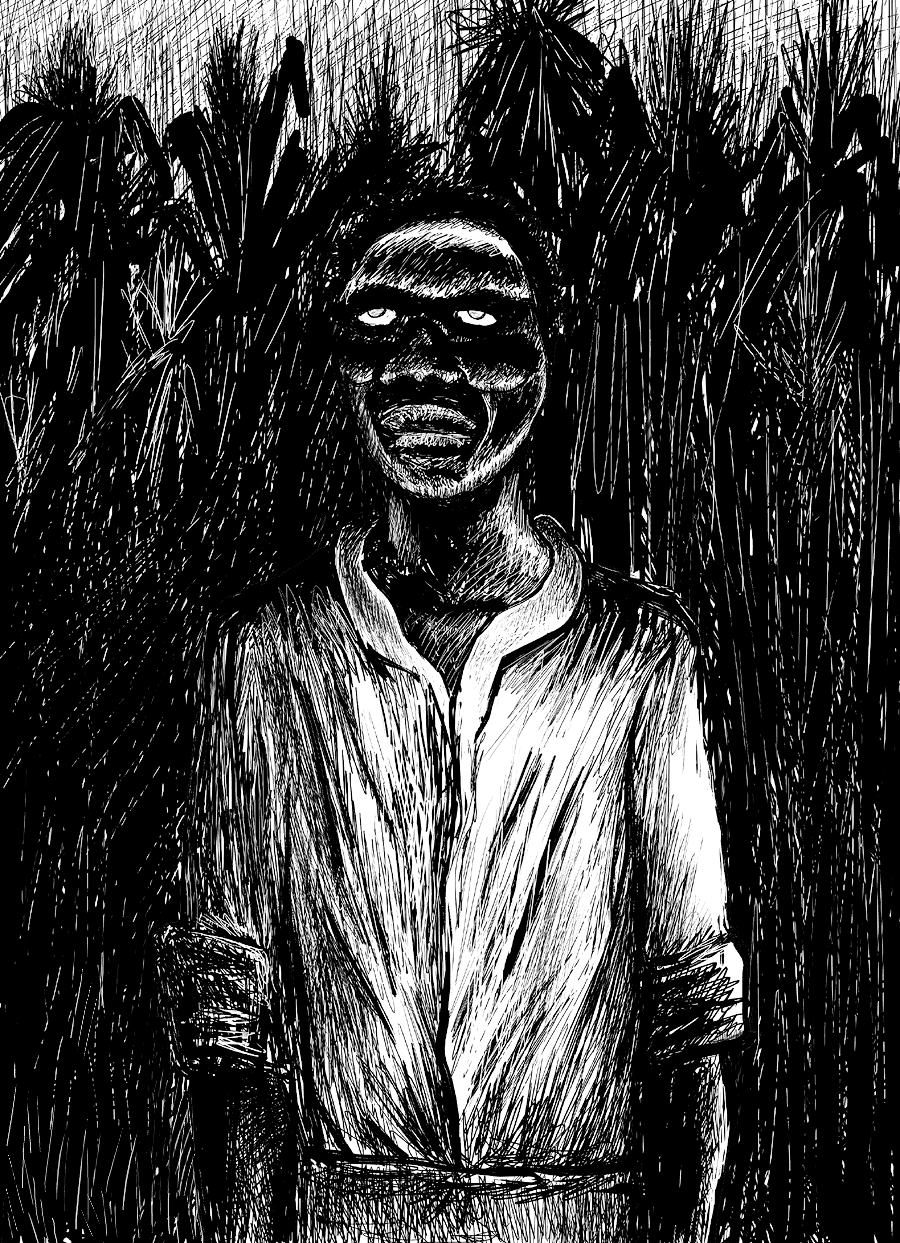
Representación artística de un zombi en un campo de caña de azúcar al anochecer.

La existencia del vudú en América constituye un nítido ejemplo de evolución sincrética entre la religiosidad teísta-animista originaria del Golfo de Guinea, las creencias cristianas de los esclavistas y reminiscencias locales de los pueblos Taínos[cita requerida], primeros pobladores de las islas caribeñas. Se inició en el siglo XVII cuando muchos africanos del Golfo de Guinea fueron llevados como esclavos hasta Haití y otras islas del Caribe. El vudú también se encuentra muy extendido en regiones tradicionalmente esclavistas de Estados Unidos hasta la abolición de la esclavitud, especialmente en Nueva Orleans, a donde llegó a finales del siglo XVIII de manos de inmigrantes haitianos. En Haití fue notable la utilización como religión oficial del país por parte del gobierno de los Duvalier para reforzar el poder de su gobierno, dada la popularidad de esta creencia y su importancia en la historia del país. Se suele considerar como uno de los antecedentes de la Revolución Haitiana la ceremonia del sacerdote vudú Boukman llevada a cabo el 14 de agosto de 1791 en Bois-Cayman.
En sus principios careció de un clero y de ritos regulares establecidos (liturgia), debido a su condición de religión perseguida por los propietarios esclavistas, que obligaban a sus esclavos a convertirse al cristianismo.
Al vudú americano se vincula la santería, muy extendida en Cuba de naturaleza aún más mistificada por las corrientes cristianas o la Umbanda del Brasil, con un mayor predominio del elemento africano. La santería cubana y dominicana —una de las máximas expresiones sincréticas del mundo— usa símbolos y santos católicos para representar a sus loas y ritos antiguos de origen africano, similares a los del vudú. 
El vudú, en comparación con la santería cubana, tiene formas de culto diferentes. En lo que una primera etapa se pensaba que la segunda provenía de la otra, aun cuando tienen orígenes semejantes y nombres de deidades equivalentes -en algunos casos iguales-, el vudú, en cualquiera de sus variantes (haitiana o de Luisiana, u otras), no comparte ni la liturgia, ni el idioma, ni la teología, ni la cosmogonía de la santería. 
El vudú ha sido un fuerte referente en la cultura popular, debido a la atribuida capacidad de los bokor para resucitar a los muertos y hacerlos trabajar en su provecho (zombis), así como la de provocar la muerte a voluntad. 
De igual interés popular han resultado otros elementos folclóricos como los muñecos de vudú, que son una especie de pequeños fetiches (que pretenden ser representaciones de personas o situaciones) con forma humanoide fabricados con diversos materiales, los cuales se cree que están vinculados al espíritu de una determinada persona. Se dice de esos muñecos que lo que se les haga a ellos le sucede a quien el muñeco  representa. Es frecuente encontrar referencias en la literatura o en el cine en el que estos fetiches se usan en rituales de magia negra, en los cuales se clavan agujas al muñeco en algún lugar del cuerpo o se le aplica algún tipo de martirio, y así la persona vinculada sufrirá algún mal o una maldición. Cabe señalar, sin embargo, que en varios casos, se suele poner como factor de trascendencia en dichos rituales el que su apariencia externa sea lo más parecida posible a la de persona con quién se vinculan, lo que sugiere que, para los fines de manipular o torturar, necesitarían un vínculo más ligado al mundo terrenal que al espiritual.
Existe una amplia literatura y filmografía al respecto, que frecuentemente tiende a deformar y demonizar este conjunto de prácticas religiosas.
Otra creencia que ha recibido atención mediática es la de la figura del loup-garou o lougarou (hombre lobo, también identificado como un ogro u hombre del saco).

## Principales creencias

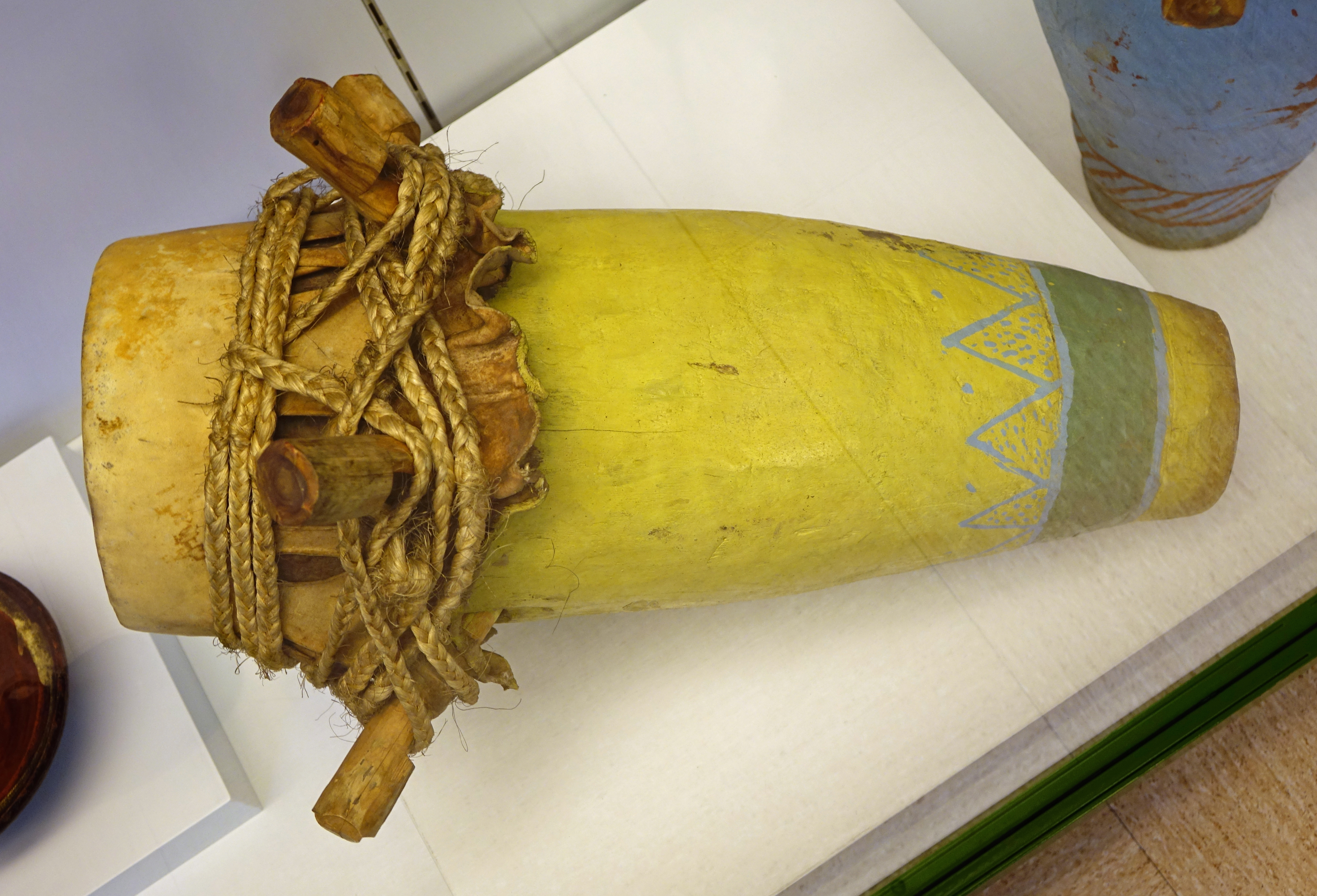
Tambor ceremonial vudú. Museo Nacional de Antropología, Madrid, España.

En general, en el vudú se considera que existe una entidad sobrenatural última, llamada de diversas maneras. En el vudú haitiano caribeño de influencia colonial francesa a esta entidad se le denomina Bondye, término derivado del francés bon Dieu (buen Dios) o Mawu (en ocasiones se hace referencia a una pareja, Mawu y Lisá), regente del mundo sobrenatural, pero ésta es inaccesible y permanece ajena al mundo de los humanos, por lo que la comunicación con ese mundo sobrenatural ha de llevarse a cabo a través de los numerosos loas (el Barón Samedi, la Maman Brigitte, Damballa, etc), entidades también sobrenaturales que actúan como deidades intermediarias y que conforman de hecho el eje central del vudú, teniendo cada uno de ellos una personalidad diferente y múltiples modos de ser alabados (por canciones, bailes, símbolos rituales y otros). Si bien no existe una estructura religiosa homogénea, un sacerdote vudú tiene la función de ponerse en contacto con los loas invocados, hablando el loa a través de él, por lo que se atribuye a los sacerdotes un gran poder. El sacerdote recibe genéricamente el nombre de houngan, o si se trata de una mujer, mambo. El término bokor se reserva para un houngan que usa su poder para el mal, sería asimilable al vocablo "brujo".
En el vudú original de África Occidental se considera que la entidad creadora, conocida como Mawu, es de género femenino y se la relaciona con la Luna. El acompañante masculino de Mawu se denomina Lisa y se relaciona con el sol y la virilidad. Mawu y Lisa constituyen la cima del panteón religioso de las religiones de los pueblos Ewe, Kabye, Mina y Fon.